# HostDime
HostDime Global Corp es un proveedor global de infraestructura de centros de datos que ofrece una variedad de productos en la nube que incluyen servidores físicos sin sistema operativo, servidores en la nube virtualizados y servicios de colocación. Los centros de datos de HostDime son instalaciones neutrales para los operadores en ubicaciones de borde global. 
HostDime posee y opera infraestructura y redes en ocho países: Estados Unidos, México, Brasil, Reino Unido, Países Bajos, India, Colombia y Hong Kong. Su instalación principal se encuentra en Orlando, Florida.  

## Historia
HostDime Global Corp fue fundada por Manny Vivar y abrió su primer centro de datos en el centro de Orlando, Florida, en diciembre de 2003 y trasladó sus servidores desde una instalación de Colocation en Nueva Jersey.    Vivar inició y financió la empresa con menos de 50 dólares. La primera ubicación internacional de HostDime fue en João Pessoa, Brasil, en 2006. En 2008 se abrieron sucursales en México, Colombia y el Reino Unido, en India en 2010 y en Países Bajos y Hong Kong en 2012. 
En noviembre de 2012, un informe de Citizen Lab  encontró que HostDime estaba entre un puñado de empresas estadounidenses que vendían servicios de alojamiento al gobierno sirio en oposición directa a una orden ejecutiva del presidente Barack Obama.  HostDime  declaró que el sitio web en cuestión, el Ministerio de Asuntos Religiosos de Siria, estaba alojado por un cliente que alquiló un servidor en su centro de datos. Se tomaron medidas inmediatas para cortar los vínculos con Siria y el asunto se resolvió rápidamente.
En 2013, HostDime construyó su primer centro de datos propio: una instalación de 10,000 pies cuadrados en Guadalajara, México. 
En 2016, HostDime compró una parcela de terreno de 5 hectáreas frente a la I-4 en el área metropolitana de Orlando, ciudad de Eatonville.  El edificio de siete pisos combinaría la sede de la empresa de datos y su centro de datos en una sola estructura. 
El 14 de julio de 2017, HostDime inauguró oficialmente su centro de datos en João Pessoa, Brasil .  La instalación era apenas el segundo centro de datos en el noreste de Brasil.  El centro de datos de 15 millones de dólares obtuvo oficialmente la certificación de diseño Tier III del Uptime Institute en septiembre de 2020.  También se convirtió en la primera empresa de Brasil en recibir la certificación ISO 27701. 
En febrero de 2020, HostDime se puso a trabajar en otro centro de datos especialmente diseñado, esta vez en Bogotá, Colombia.  La instalación es una de las mayores inversiones en construcción de centros de datos en Colombia y uno de los centros de datos más grandes de América Latina.  Se espera que la instalación entre en producción a principios de 2021. 

## Presente
HostDime opera una de las redes más grandes en la región Florida Central A partir de 2021, HostDime es una empresa privada y autofinanciada sin inversores de capital externos. La propiedad de la empresa es privada del fundador y de los empleados clave.

En 2020, HostDime inició la construcción del centro de datos y la sede corporativa de $ 35 millones fuera del área metropolitana de Orlando.  La construcción finalizará en el verano de 2022.  Este será el centro de datos más grande de Florida Central. 

## Centros de datos
HostDime opera en 10 centros de datos perimetrales en todo el mundo.
Ubicaciones del centro de datos:
Américas: Orlando, Florida,    Los Ángeles, California,  Guadalajara, México,  Sáo Paulo, Brasil,  Joáo Pessoa, Brasil   Bogotá, Colombia.    Europa: Maidstone, Reino Unido,   Rotterdam, Países Bajos  Asia-Pacífico: Nueva Delhi, India,   Chai Wan, Hong Kong. 